# Tricholeiochiton
Tricholeiochiton is een geslacht van schietmotten uit de familie Hydroptilidae.

## Soorten
Deze lijst van 7 stuks is mogelijk niet compleet.
- T. fagesii (E Guinard, 1879)
- T. fortensis (Ulmer, 1951)
- T. jabirella A Wells, 1985
- T. lacustris DE Kimmins, 1951
- T. neotropicalis OS Flint, 1991
- T. pennyae A Wells, 1998
- T. suwannee P Chantaramongkol & H Malicky, 1986